# Algemeene Mariniersbond
De Algemeene Mariniersbond was een vakbond van marinepersoneel.
Het eerste ledenblad dat in 1906 verscheen werd aan boord van de schepen meteen verboden. Ook in de politiek werd de bond tegengewerkt. Zo werd een verzoek van Tweede Kamerlid F.W.N. Hugenholtz om een verzoek van de Mariniersbond over de toestanden in de Marinierskazerne op marinewerf Willemsoord in behandeling te nemen, door Minister van Marine William James Cohen Stuart afgewezen.
In 1908 ging de bond met de Algemeene Bond voor Nederlandsche Marine-Matrozen en de Stokersbond op in de Bond voor Minder Marine Personeel.